# Internet Explorer 6
Internet Explorer 6 (скорочено IE6) — шоста версія оглядача від Microsoft. Вона була випущена в серпні 2001 року, одночасно із завершенням розробки Windows XP, і була включена до складу цієї системи.
У цій версії було вдосконалено DHTML, контроль вмісту, покращена підтримка CSS, DOM і SMIL 2.0. Інтерфейс надає динамічний доступ і оновлення структури і стилю документа (без обмежень). Рушій MSXML було вдосконалено до версії 3.0. Можливості: нова версія IEAK, мультимедійна панель, інтеграція з Windows Messenger, автоматична корекція розміру зображення, P3P, а також зовнішній вигляд відповідно до теми робочого столу «Luna» для Windows XP.
Незважаючи на зміни в порівнянні з 5-й версією, 6-а версія IE не відповідала стандартам, що просувалося W3C, що перешкоджало їх поширенню. Єдиним відносно великим оновленням за 5 років з моменту виходу версії, був Service Pack 2, що не вніс змін у механізм рендеринга сторінок. Це, вкупі з монополією Internet Explorer після «війни браузерів», посилило це положення. У 2009 році IE6 ще зберігав деяку популярність, і деякі розробники стверджували, що він уповільнює прогрес у Всесвітній павутині. Пошукові системи все частіше рекомендували користувачам оновити браузер, але деякі компанії продовжували вимагати від своїх працівників використання в офісі виключно IE6.
Компанія Google припинила підтримку IE6 в ряді своїх сервісів (Google Docs, Google Sites, Google Apps, YouTube) незабаром після того, як на неї була проведена атака, яка використовує вразливість даної версії Internet Explorer. У травні 2010 року австралійський підрозділ Microsoft почав кампанію, яка пропонує оновити Internet Explorer користувачам, до сих пір використовують 6-ю версію, мотивуючи це її старінням по частині забезпечення безпеки.
У червні 2010 року соціальна мережа ВКонтакте заявила про припинення підтримки цієї версії браузера.
У 2010 році вже сама Microsoft активно почала рекомендувати користувачам відмовитися від IE6. А 4 березня 2011 запустила сервіс зворотного відліку до «смерті» IE6, що показує відсоток використання браузера в світі.
Він поставляється як оглядач за замовчуванням в Windows XP і Windows Server 2003, а також пропонується як оновлення для Windows NT 4.0, Windows 98, Windows ME і Windows 2000, що замінюють старі версії Internet Explorer.
Ранні збірки Windows Vista (Longhorn) використовували версію браузера 6.05, мала деякі нововведення — блокування спливаючих вікон, менеджер завантажень, централізоване управління надбудовами. Всі ці нововведення, виключаючи менеджер завантажень, були в подальшому перенесені в версію 6.0 SP2, доступну в складі поновлення SP2 для Windows XP.
Станом на квітень 2014 IE6 використовують 0,1 % користувачів.
Наступник IE6, оглядач Internet Explorer 7, вийшов в жовтні 2006 року.